# Cumalar
Cumalar è un comune dell'Azerbaigian situato nel distretto di Bərdə. Conta una popolazione di 581 abitanti.